# بولكادوت
بولكادوت (بالإنجليزية: Polkadot)‏ ورمزها دوت (DOT) هي عملة مشفرة وأيضًا شبكة بلوكشين، وهي شبكة لا مركزية يمكن للمهتمين بمجال العملات المشفرة إنشاء عملاتهم على البلوكشين (سلسلة الكتل) الخاصِّ بها. تم إنشاء بروتوكول بولكادوت من قبل مؤسس شركة إيثريوم غافين وود، وجمعَ أكثر من 144.3 مليون دولار في أول طرح للعملة في تشرين الأول/أكتوبر 2017، الذي أطلقَ عليها اسم باراشين (بالإنجليزية: parachains)‏.

## روابط خارجية
الموقع الرسمي